# Vierde official

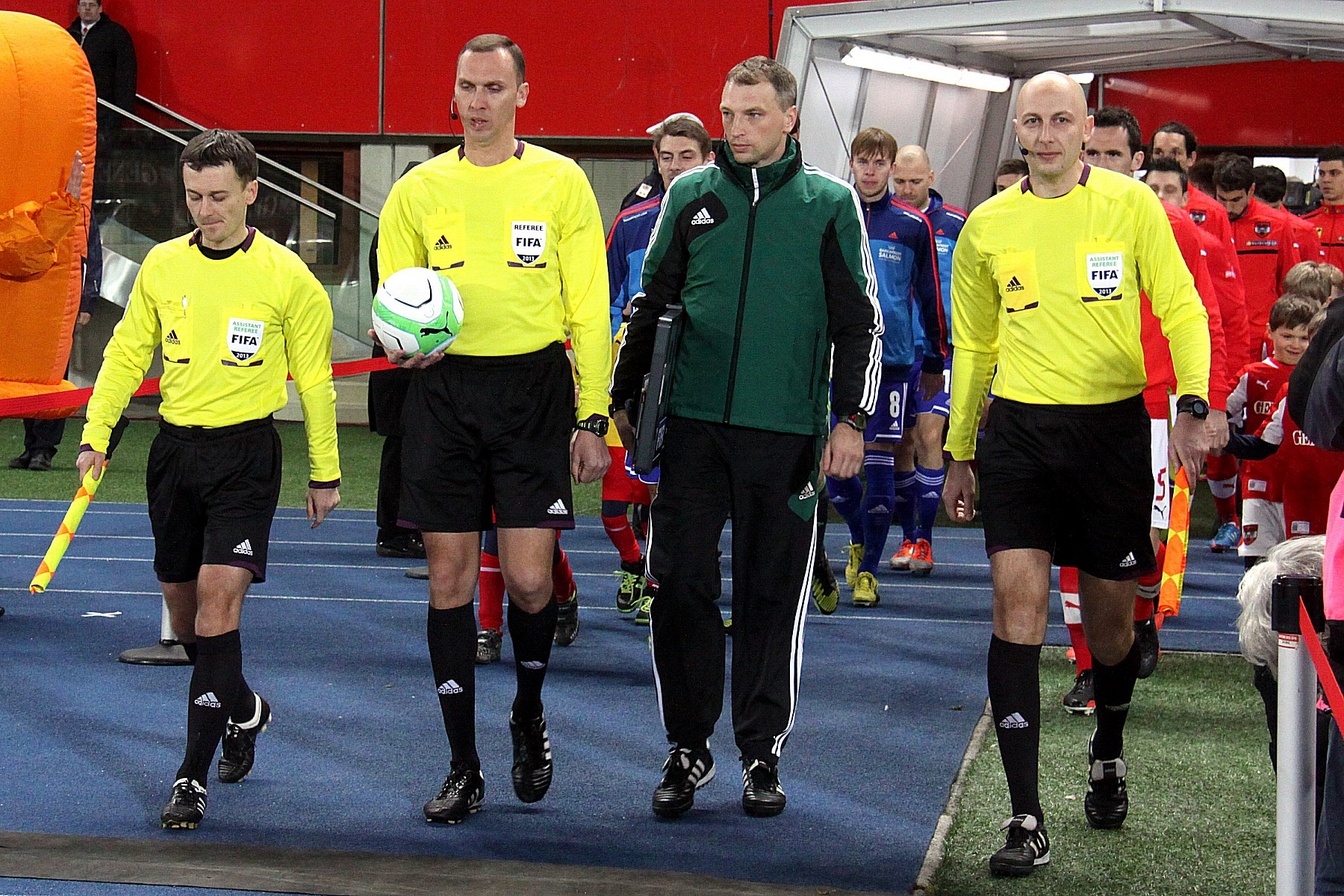
Vierde official (in trainingspak)

De vierde official (soms vierde scheidsrechter genoemd) in het voetbal verleent assistentie bij de administratieve handelingen vóór, tijdens en na de wedstrijd, zoals bepaald door de scheidsrechter. Hij of zij neemt plaats tussen de twee instructiezones, buiten het speelveld. De vierde official is verantwoordelijk voor enkele taken die met de instructiezones te maken hebben.

## Functie van de vierde official

### Wisselprocedure
Wanneer een ploeg een vervanging wil doorvoeren, moet de afgevaardigde van die ploeg de vervanging doorgeven aan de vierde official. Hij maakt notitie van deze vervanging en maakt zich klaar om de vervanging door te voeren. Om de vervanging te laten zien maakt men gebruik van een elektronisch lichtbord dat in rood en groen de nummers van 0 tot en met 99 kan doen oplichten. Het rode nummer staat voor het rugnummer van de speler die het speelveld zal gaan verlaten, het groene nummer staat voor de wisselspeler die ingebracht zal gaan worden.

### Controle uitrusting wisselspelers
Als een wisselspeler in volledige uitrusting bij de vierde official staat, controleert de official de uitrusting van de invaller. Als dit in overeenstemming is met de spelregels dan geeft de vierde official een teken aan de 1ste assistent scheidsrechter om de wissel te laten plaatsvinden.

### Bijhouden van verloren speeltijd
De vierde official is ook verantwoordelijk voor het bijhouden van de verloren speeltijd. Hij geeft met het elektronisch bord aan hoeveel minuten extra tijd wordt bijgerekend. Dit gebeurt een minuut voor het einde van de eerste helft, de tweede helft en eventueel na iedere helft van de verlengingen. Hij doet dit door het aantal minuten in cijfers te doen oplichten op het omhoog geheven elektronisch bord.

### Adviserende functie
De vierde official moet de scheidsrechter inlichten wanneer een speler omwille van een verkeerde identificatie een waarschuwing krijgt, wanneer een speler niet uitgesloten wordt zelfs indien het zijn tweede waarschuwing betreft.
Wanneer een overtreding zich voordoet buiten het zicht van de overige officials zal de vierde official het voorval melden aan de scheidsrechter. De scheidsrechter behoudt steeds de bevoegdheid te beslissen over alle feiten die in verband staan met het spel.
Na de wedstrijd moet de vierde official de bevoegde instantie informeren over elke vorm van onbehoorlijk gedrag of ander voorval dat heeft plaatsgevonden buiten het gezichtsveld van de scheidsrechter en de assistent-scheidsrechters. De vierde official moet de scheidsrechter en zijn assistenten inlichten over de inhoud van het verslag.

### Verdere taken
In geval van een misplaatste houding van een of meer personen in de instructiezone moet hij de scheidsrechter inlichten. Daarnaast houdt de vierde official toezicht op de reserveballen.

### Invallen
De vierde official is zelf meestal een scheidsrechter. Hij is dan ook bevoegd om de verantwoordelijkheden van de scheidsrechter over te nemen indien deze geblesseerd raakt. De vierde official valt dan voor hem in. Bovendien kan het gebeuren dat een van de assistent-scheidsrechters uitvalt. In dat geval kan de vierde official ook zijn verantwoordelijkheden overnemen.
In de Champions League is de 4e official vanaf het seizoen 2012/2013 een assistent-scheidsrechter. De hoogst geplaatste 5e/6e official neemt de functie van scheidsrechter dan over, indien deze uitvalt.